# Alwar
Alwar é uma cidade no distrito homónimo, no estado do Rajastão da Índia. Foi capital do Estado de Alwar. Tem 341422 habitantes (2011).